# Heleen bij de Vaate
Heleen bij de Vaate (Creil, 23 de junio de 1974) es una deportista neerlandesa que compitió en triatlón. Ganó una medalla de oro en el Campeonato Europeo de Triatlón de Larga Distancia de 2014.

## Palmarés internacional
| Campeonato Europeo | Campeonato Europeo    | Campeonato Europeo | Campeonato Europeo |
| Año                | Lugar                 | Medalla            | Prueba             |
| ------------------ | --------------------- | ------------------ | ------------------ |
| 2014               | Almere (Países Bajos) | Medalla de oro     | Individual         |